# 多尔芬河

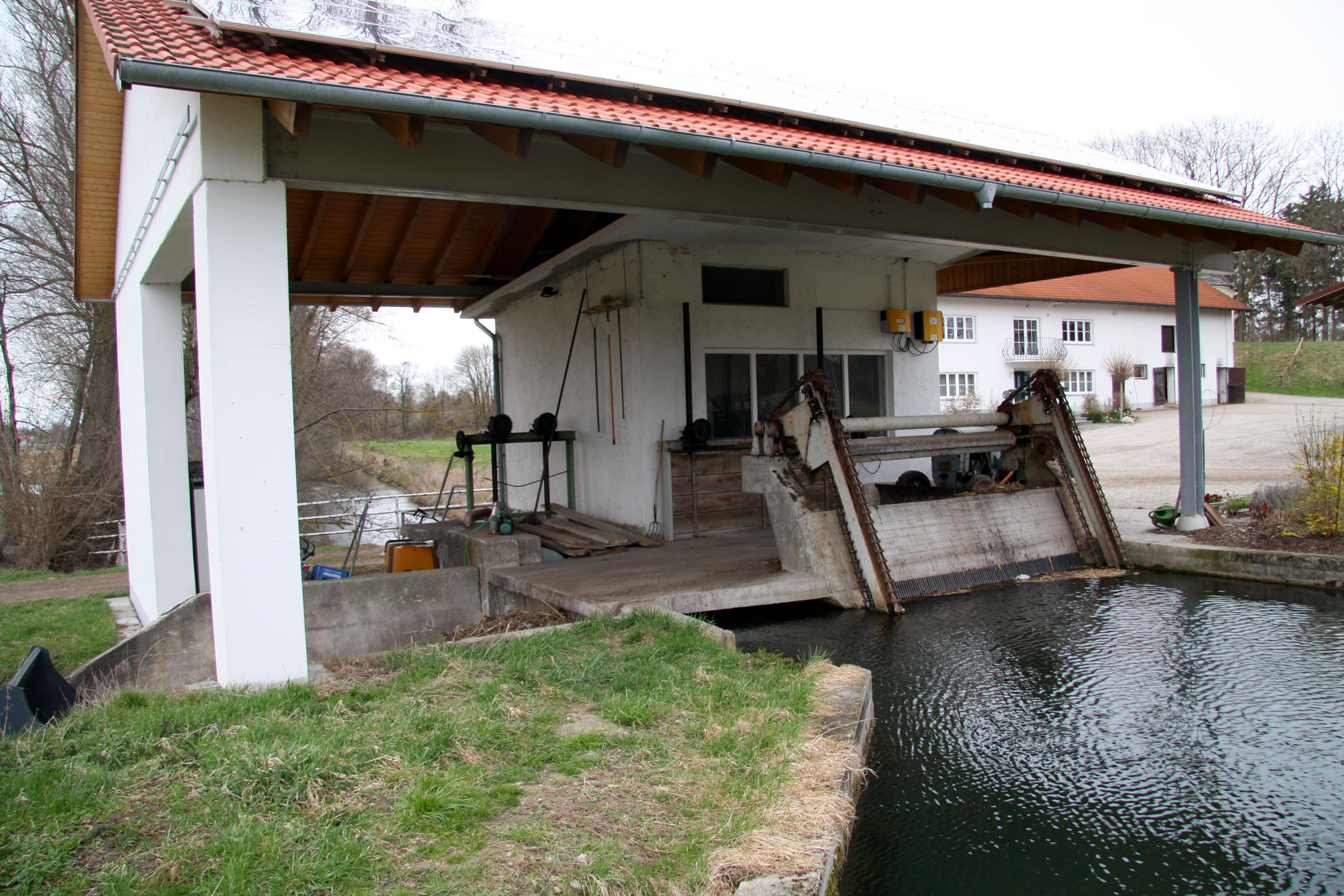
多芬河

48°25′57″N 11°55′02″E / 48.432433°N 11.917312°E
多尔芬河（德語：Dorfen，發音：[ˈdɔʁfn̩] ⓘ），是德國巴伐利亞州的河流，位於該國東南部，屬於伊薩爾河的支流，河道全長33.3公里，流域面積141平方公里，河口處在伊薩爾河畔莫斯堡附近。